# Doppio strato della lingua protoindoeuropea
Per doppio strato della lingua protoindoeuropea si intende l'ipotesi del glottologo olandese Christianus Cornelius Uhlenbeck, che vede un "doppio strato esistente nel lessico e nella morfologia indoeuropea" tra le teorie per identificare i caratteri dell'indoeuropeo.

## Ipotesi di Uhlenbeck
Da una parte nomi derivati da cosiddette radici verbali e completamente chiari nella loro costituzione ed etimologia, dall'altra nomi etimologicamente isolati, che sono poi fra i più importanti del lessico:
- designazioni di parentela;
- denominazioni del corpo, di animali ed alberi
- numerali;

Inoltre, da una parte formazioni monoschematiche e regolari, dall'altra sistemi eteroclitici di flessioni e paradigmi di ogni genere:
- alla prima categoria appartengono, ad esempio: i derivati della radice *gen- ("generare, nascere") come genitor "genitore", (g)natus "nato", natio "nazione", genus "genere", germen "germe", etc..., oltre alle formazioni verbali come gi-gn-o "genero" perfetto genui e così via; i paradigni normali della declinazione e coniugazione, la comparazione del tipo latino longus "lungo", longior "più lungo", longissimus "lunghissimo".
- alla seconda categoria appartengono parole come pater "padre", mater "madre", frater "fratello", manus "mano", caput "capo", crus "gamba", cor "cuore"; inoltre paradigmi  costituiti di vari temi con iecur "fegato" (genitivo: iecinoris), femur "femore" (genitivo: feminis), iter "viaggio" (genitivo: itineris) o diversi radicali, come la comparazione bonus "buono", melior "migliore", optimus "ottimo", o il sistema verbale che si ha nel presente fero "porto", contro il perfetto tuli oppure nel presente sum "sono" contro il perfetto fui, etc.

Abbiamo quindi la fusione di due sistemi linguistici differenti, di cui il primo ricorda il tipo delle lingue uraliche (o anche altaiche), il secondo assomiglia a schemi propri di certe lingue caucasiche.
Ciò pare indichi abbastanza chiaramente che il sistema di isoglosse indoeuropeo si compone di almeno due gruppi fondamentali di isoglosse partiti da dialetti in origine completamente diversi e non geneticamente collegati, un ramo uralide ed uno caucasico che si sarebbero successivamente creolizzati.

## Critiche alla teoria del doppio strato
Molti linguisti (ad esempio Oswald Szemerényi), hanno tuttavia una diversa spiegazione riguardo ai paradigmi dei verbi suppletivi e alle forme irregolari.
Ai linguisti è noto che la presenza di radici differenti in uno stesso verbo è un processo che viene attuandosi nell'evoluzione linguistica, quando voci usurate foneticamente debbono essere sostituite. Questo è ad esempio il caso del verbo ire, anomalo ma con una sola radice (i-) sostituito in italiano dal verbo andare.
Sembra dunque probabile che il suppletivismo non sia originario, ma sia frutto di evoluzioni successive. Il caso di fero e del greco φέρω suo equivalente sembra essere un'innovazione locale, visto che ad esempio la stessa radice nel germanico non è suppletiva.
Quanto ai nomi di genere irregolare, paiono essere l'ultimo relitto della fase più arcaica dell'indoeuropeo, in cui non esistevano generi distinti grammaticalmente, più che la testimonianza di una creolizzazione. Le declinazioni tematiche con generi distinti sono infatti un'innovazione tarda.
Da questo punto di vista, l'indoeuropeo sembra una lingua flessiva in assestamento dopo una serie di trasformazioni tipologiche e di derive interne, più che una lingua creola. L'assestamento e la regolarizzazione delle strutture della protolingua viene in qualche modo continuato dalle lingue figlie.
Al più è possibile che alcune delle affinità strutturali e tipologiche con i dialetti uralici da un lato e quelli caucasici dall'altro derivino da remotissime forme di influsso ad-stratico, senza dover necessariamente pensare a un'effettiva creolizzazione.